# Hải đường Việt Nam
Hải đường hay còn gọi Hải đường Việt Nam (danh pháp hai phần: Camellia amplexicaulis) là một loài thực vật hạt kín thuộc chi Trà (Camellia). Được trồng chủ yếu từ Lạng Sơn đến Thừa Thiên Huế.

## Đặc điểm
Đây là loài cây nhỡ, thân gỗ, cao đến 3m, dạng bụi. Cành nhánh nhiều, dài xum xuê. Lá mọc cách, nhẵn, bóng, màu xanh đậm, mép có răng cưa nhỏ.
Hoa đơn 1 đến 3 đoá ở đầu cành. Cánh hoa chuyển tiếp từ cánh đài đến cánh tràng, nhẵn, xếp úp lên nhau, có hình trứng ngược, màu đỏ tía, hiếm khi nở xòe rộng, thường nở vào dịp Tết âm lịch, nhị nhiều.
Cây có tốc độ sinh trưởng chậm, thích nghi với điều kiện khí hậu mát, ẩm, đất tốt, nhiều dinh dưỡng, thoát nước tốt, chăm sóc kỹ. Hoa hải đường ưa ánh sáng tán xạ nên phải có mái che.
Nhân giống cây hoa hải đường bằng cách chiết, giâm cành hoặc gieo bằng hạt.

## Ý nghĩa
Theo quan niệm của người xưa, hoa hải đường tượng trưng cho mùa xuân. Không chỉ được yêu thích vì màu sắc thắm đỏ nở rực khi vào xuân, mà còn vì chữ "Đường" trong tên gọi hải đường mang hàm ý là một ngôi nhà lớn. Chính vì thế, đây được coi là loài hoa thể hiện cho sự giàu sang phú quý, điều mà bất cứ gia đình nào cũng mong muốn đạt được trong năm mới.

Những cánh hoa mỏng manh tinh khiết, dịu dàng như làn da thiếu nữ. Hoa có hương thơm dịu. Ngày Tết trưng trong phòng khách thì đẹp hết ý. Không phải tự dưng mà có những vị khách mang tặng tranh vẽ hoặc thêu hoa hải đường cho gia chủ. Người xưa quan niệm tranh hoa hải đường là một lễ vật quý chúc mừng thăng quan tiến chức, chúc gia chủ được vinh hoa phú quý.

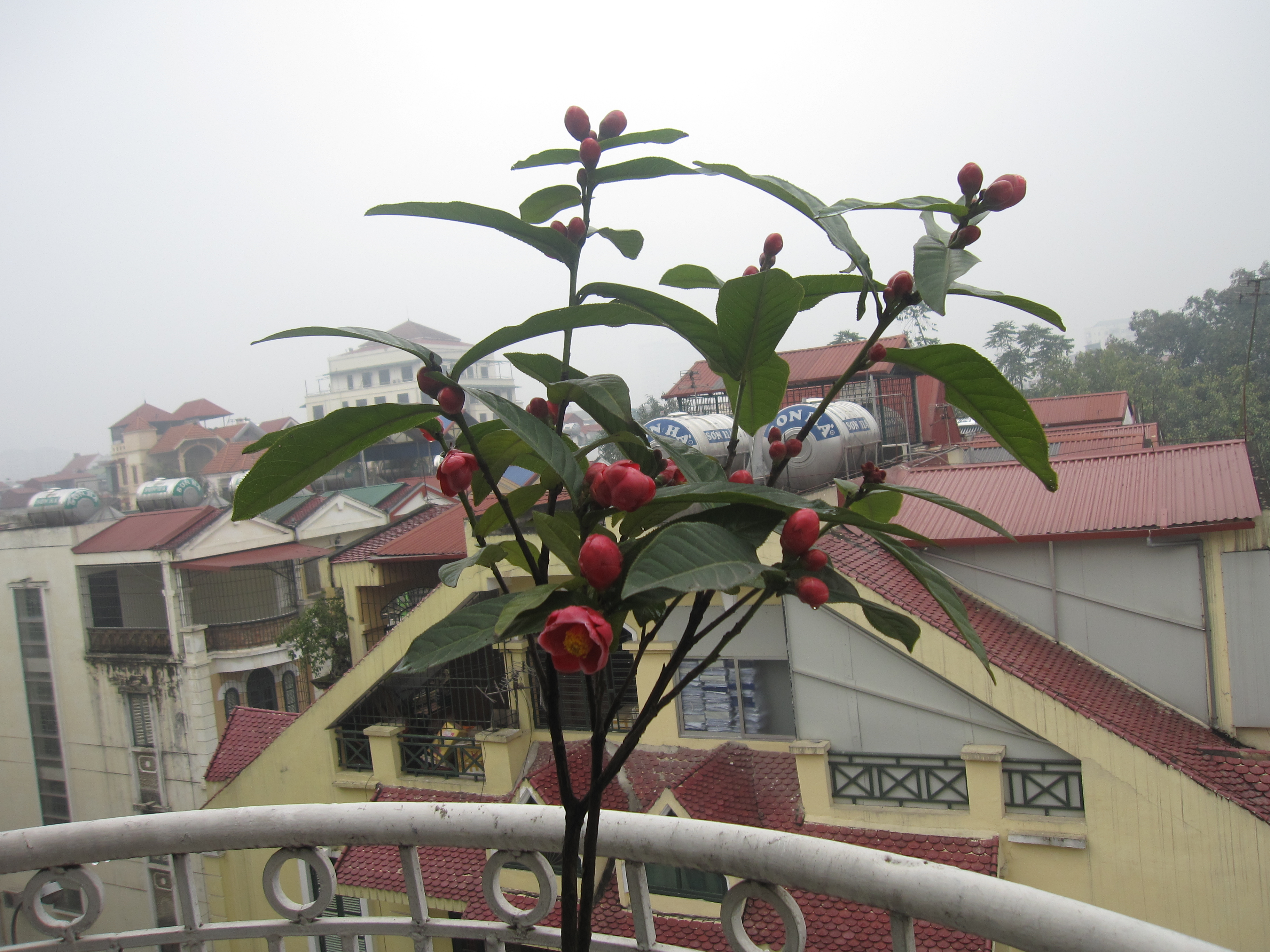
Hoa hải đường tại một ban công ở Hà Nội, Việt Nam

Cũng vì lẽ đó mà từ lâu người xưa còn dùng hải đường để bày trong nhà và ban thờ dịp Tết.

## Ở Hải Phòng
Làng Hoa Đồng Dụ (phường Đặng Cương, quận An Dương) nổi tiếng với nghề trồng hoa Hải Đường.
Hoa Hải Đường của Hải Phòng khác biệt với Hoa Hải Đường những nơi khác ở chỗ: nhiều cành, cành to hơn, cứng và khỏe hơn; lá xanh, to và dày hơn; hoa to, đỏ hơn; cánh hoa to, dày và mịn màng, nhụy vàng.
Hoa nở khi sang xuân. Đến tháng 5, tháng 6 âm lịch, phần hoa rụng xuống còn lại quả bằng chén uống nước. Đến tháng 8, tháng 9 âm lịch, khi quả hải đường già, lấy hạt bảo quản để tháng Chạp gieo hạt chờ khi ra Giêng, khi mùa phùn xuống, hạt nảy mầm. Hai năm, cây lác đác cho hoa. Từ ba năm trở lên, hoa ra nhiều.

## Hình ảnh

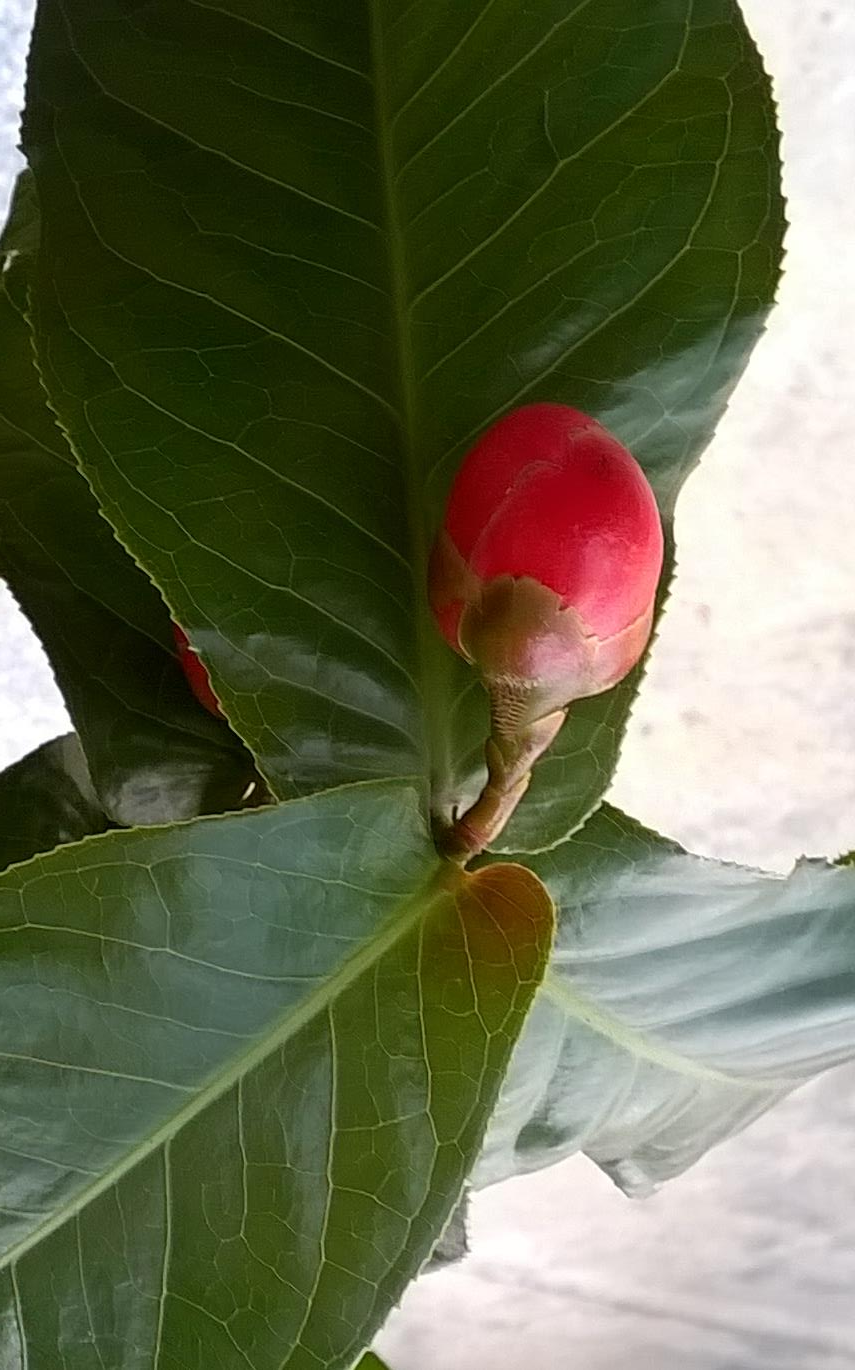
Cận cảnh hoa Hải Đường
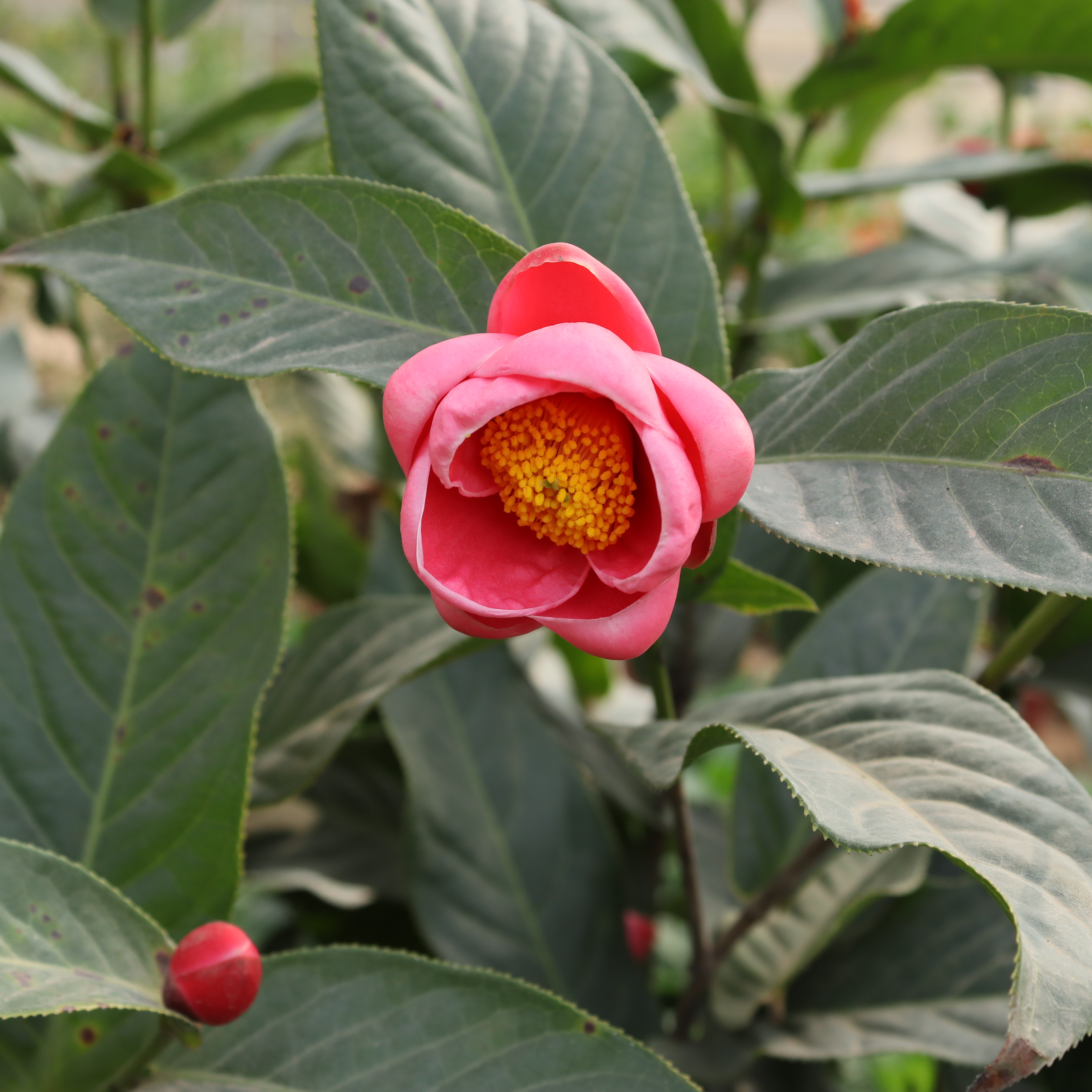
Một bông hoa hải đường đang nở
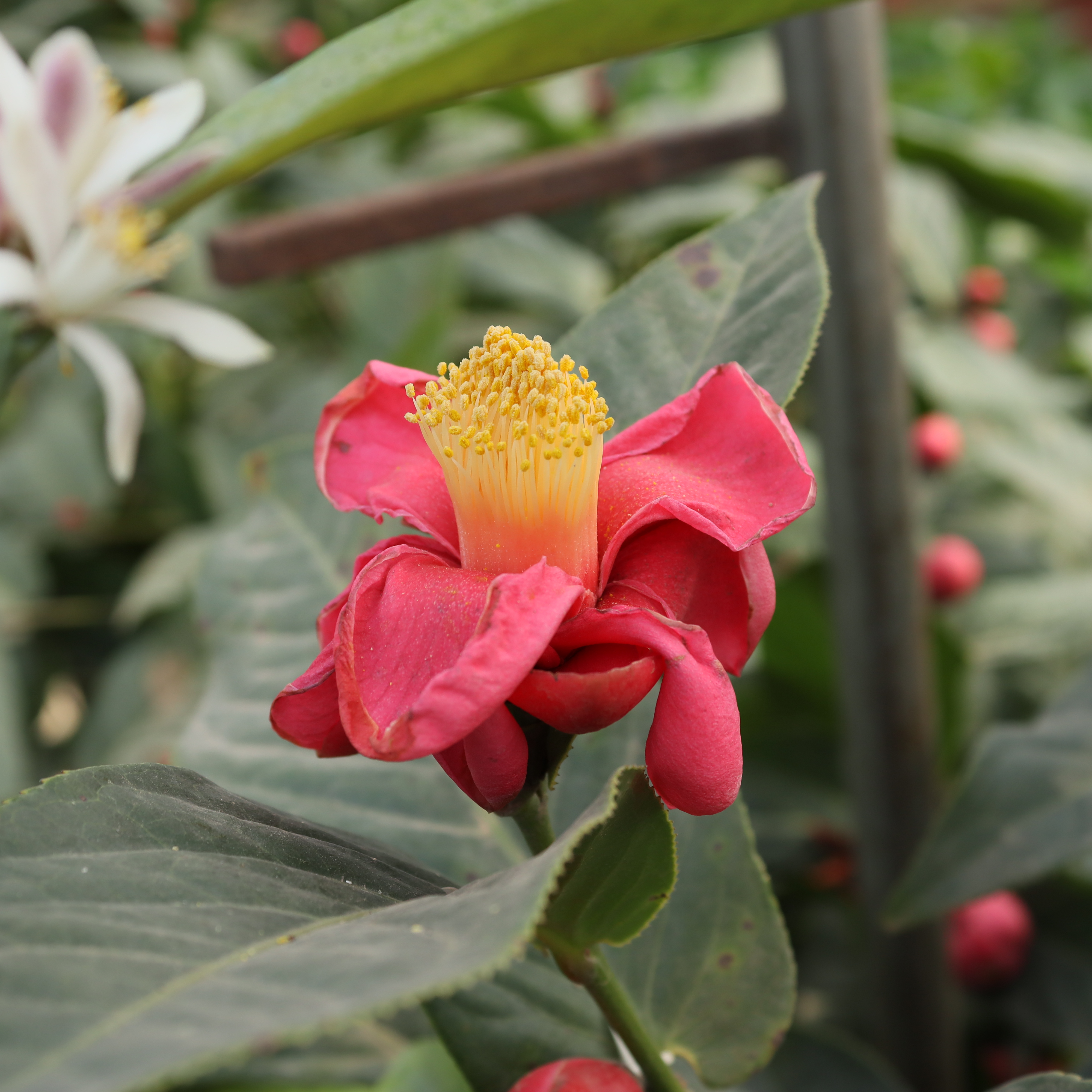
Hoa sắp tàn